# Минс пай
Минс пай (англ. mince pie, также mincemeat pie в США, и fruit mince pie в Австралии и Новой Зеландии) — сладкий пирог английского происхождения с начинкой из фарша, представляющего собой смесь фруктов, специй и жира.
Пирог традиционно подают во время рождественского сезона в большей части англоязычного мира. Его ингредиенты восходят к XIII веку, когда вернувшиеся крестоносцы принесли с собой в Европу ближневосточные рецепты, содержащие мясо, фрукты и специи. Пироги содержали христианскую символику даров (сладости, корица, гвоздика, мускатный орех), преподнесённых Иисусу библейскими волхвами. Пироги на Рождество традиционно имели продолговатую форму, напоминающую рождественские ясли, и часто украшались изображением младенца Христа.

## Название

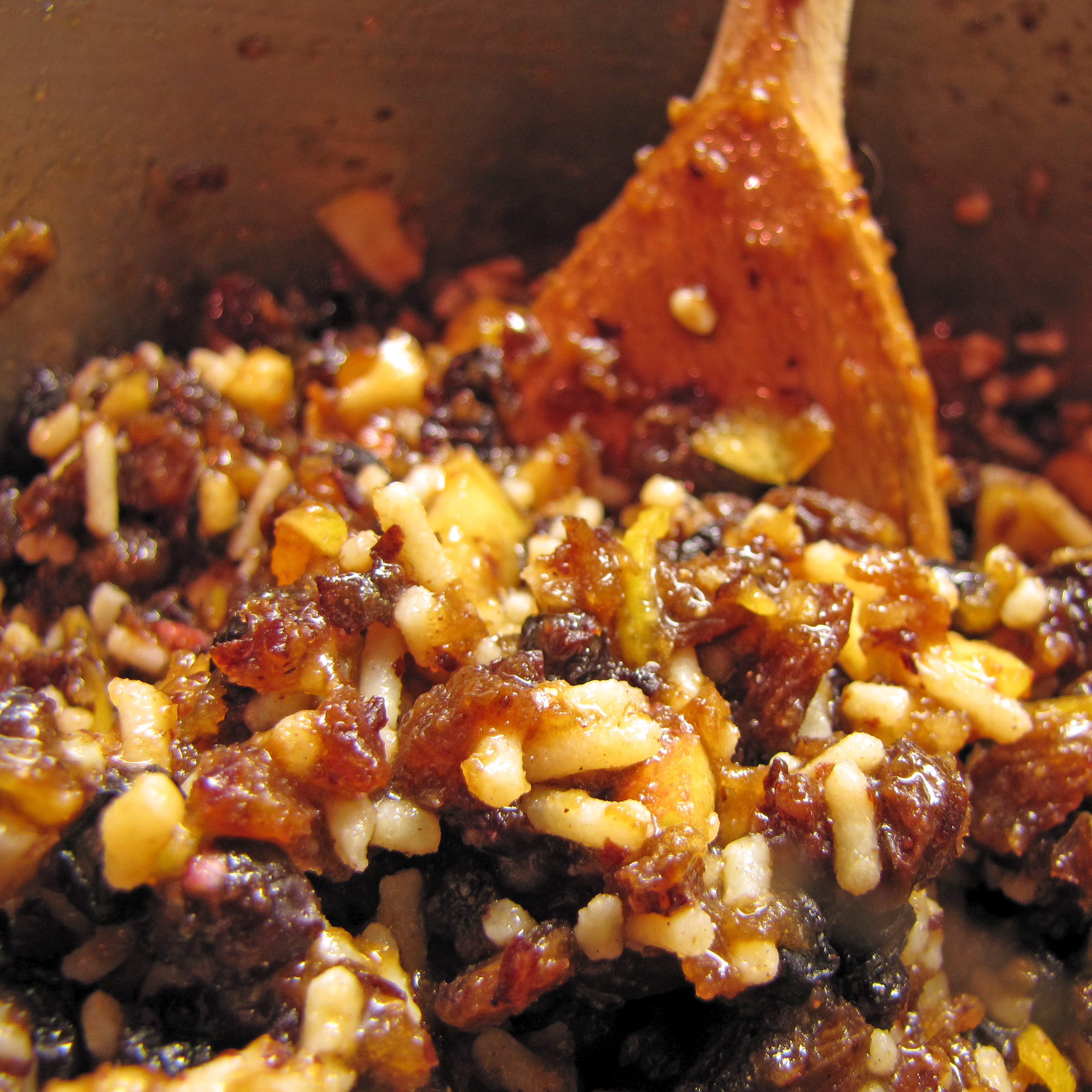
Домашняя начинка минсмит

Начинка, называемая минсмит (англ. mincemeat, «измельчённое мясо», «мясной фарш»), на самом деле не содержит мясо, а представляет собой смесь нарезанных сухофруктов, спиртных напитков и специй, а также часто говяжьего жира, обычно используемого для пирогов или кондитерских изделий. Название возникло из-за того, что ранее минсмит включал мясо, особенно говядину или оленину. Многие современные рецепты заменяют говяжий жир растительным.
Mince в mincemeat происходит от среднеанглийского mincen и древнефранцузского mincier, оба восходят к вульгарному латинскому minutiare, что означает «мелко нарезать». Мeat также обозначало пищу в целом, а не только мясо животных.

## История
Ранний минс пай был известен в Британии под несколькими названиями, включая «пирог с бараниной», «пирог с крошевом» и «рождественский пирог». Обычно его ингредиенты представляли собой смесь мясного фарша (из баранины, говядины, телятины или гусятины), жира, ряда фруктов и специй, таких как корица, гвоздика и мускатный орех. В эпоху, когда ещё не было холодильников, приготовление фарша было полезным способом консервирования мяса, и это была хорошая альтернатива вяленой говядине и соленой свинине.

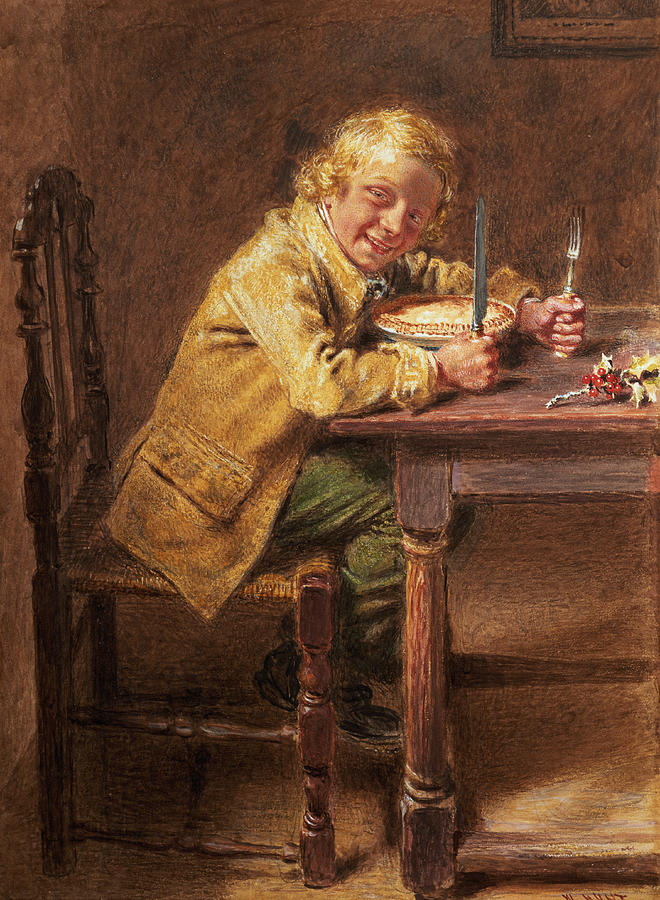
Рождественский пирог, Уильям Генри Хант

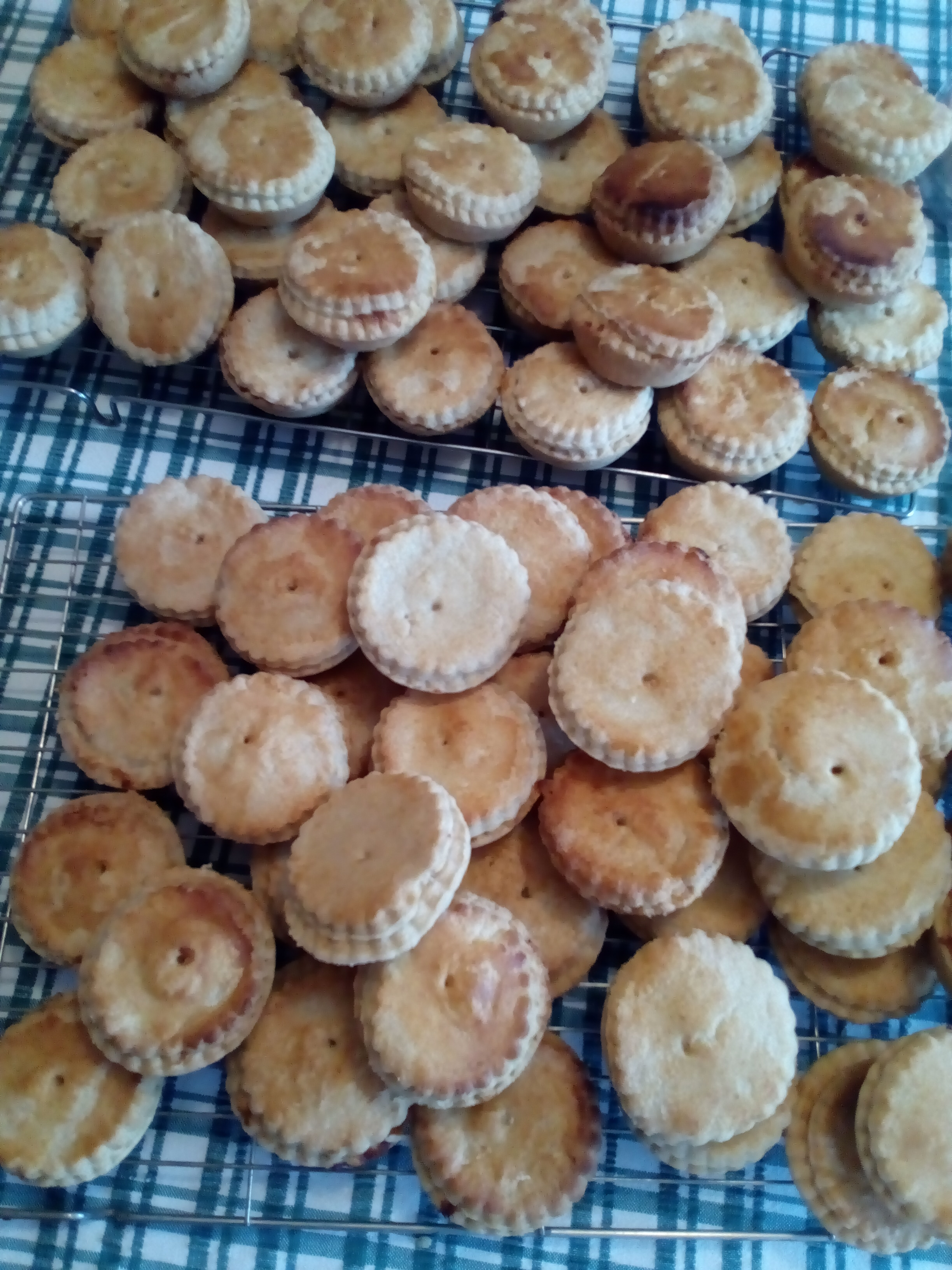
Современные пироги минс пай

Подаваемый на Рождество пикантный рождественский пирог ассоциировался в XVII веке с католическим «идолопоклонством» и во время гражданской войны в Англии не одобрялся пуританскими властями. Тем не менее традиция есть рождественский пирог в декабре продолжалась до викторианской эпохи, хотя к тому времени его рецепт стал слаще, а размер заметно уменьшился по сравнению с большой продолговатой формой.
Хотя современный рецепт уже не содержит 13 ингредиентов, которые когда-то использовались (Христос и его двенадцать апостолов), пирог с фаршем остается популярным рождественским угощением.
Сегодня минс пай, обычно приготовленный без мяса (но часто с добавлением сала, смальца или других животных жиров), остается популярным сезонным угощением, которым наслаждаются в Соединённом Королевстве и Ирландии. Начинку обычно готовят заранее и хранят 3-4 недели в банках. Также она продаётся в готовом виде.

### В США
Минс пай был завезен в Новую Англию английскими поселенцами в XVII веке. Хотя изначально это был рождественский пирог, как и в Британии, пуритане не праздновали Рождество, в результате чего ассоциации с пирогом сместились в сторону американского праздника Дня Благодарения.
Ингредиенты американского минс пай были аналогичны британскому, начинкой служила смесь яблок, изюма, специй и говяжьего фарша. Более поздние рецепты иногда опускают говядину, хотя «None Such» (теперь принадлежит The JM Smucker Company), лидирующий бренд американской готовой начинки минсмит, по-прежнему содержит говядину. Минс пай Новой Англии обычно представляют собой полноразмерные пироги, в отличие от пирогов небольшого или индивидуального размера, которые сейчас распространены в Великобритании.